# 井上洋介
井上 洋介（いのうえ ようすけ、1931年（昭和6年）3月7日 - 2016年（平成28年）2月3日）は、日本の絵画・版画美術家、日本の絵本作家、イラストレーター。東京（港区赤坂）出身。武蔵野美術学校西洋画科卒。1960年「こどものとも」(福音館書店)で初の絵本「おだんごぱん」刊行。以後、多数創作絵本出版。1965年第11回文藝春秋漫画賞、第4回東京イラストレーターズ・クラブ賞受賞。『ぶんぶくちゃがま』他で小学館絵画賞、『でんしゃえほん』で日本絵本賞大賞、『月夜のじどうしゃ』で講談社出版文化賞、『ぼうし』でJBBY賞を受賞。本名は、井上洋之助(いのうえ　ようのすけ)。

## 主な作品

### 絵本（オリジナル作品）
- 『しわしわしわ…』、文溪堂、1995年
- 『たわし（おひさまのほん）』、小学館、2001年
- 『とぶひ』（学習おはなし絵本）、学習研究社、2004年
- 『ぐるりかぜ』、文溪堂、2004年
- 『おおガラス』、ビリケン出版、2004年
- 『でんしゃえほん』、ビリケン出版、2004年
- 『ブクブクブー』(教育画劇みんなのえほん)、教育画劇、2005年
- 『あじのひらき』（福音館の幼児絵本シリーズ）、福音館書店、2006年
- 『アナボコえほん』、フレーベル館、2008年
- 『ぐるぐるえほん』、フレーベル館、2008年
- 『ちょうつがいのえほん』、フレーベル館、2008年
- 『ゆめゆめえほん』（学習おはなし絵本）、学習研究社、2008年
- 『ビックリえほん』、ブッキング、2008年
- 『どっからたべよう』（わくわくたべものおはなしえほん）、農山漁村文化協会、2009年
- 『ぎゅうぎゅうどうぶつえん』、芸術新聞社、2010年
- 『ものうり草紙』(「こどものとも」2015年8月号)、福音館書店、2015年
- 『つきよのふたり』(にじいろえほん・大型本)、小峰書店、2015年

### 挿絵を担当した作品
- 『サムくんとかいぶつ』(新しい世界の童話シリーズ 30)、マンロー・リーフ（英語版）（作）、渡辺茂男（訳）、学習研究社、1969年[3]
- 『うみをのんだきょじん』、阿久根治子（文）、小学館小学一年生1972年9月号[4]
- 『ああいそがしい日曜日』、筒井敬介（文）、小学館小学三年生1974年5月号[5]
- 『まんだくんとマンガキン』、(新しい創作童話24) 矢玉四郎（文）、岩崎書店、1984年
- 『くまの子ウーフ』(くまの子ウーフの童話集)、神沢 利子（文）、ポプラ社、2001年
- 『おはなしめいろせかいのたび　ヘンゼルとグレーテル』、杉山亮（文）、フレーベル館、2003年
- 『したきりすずめ』、岩崎京子（文）、にっけん教育出版社、2003年
- 『かあちゃんのせんたくキック』、平田昌広（文）、文化出版局、2003年
- 『ぼくらなかよしどろんこマン-だだっこライオン』、飯島敏子（文）、ひかりのくに、2003年
- 『宇曽保物語動物寓話集』、舟崎克彦（文）、風涛社、2004年
- 『えびすさんと6人のなかまたち』 (七福神ものがたり 1) 、中川 ひろたか（文）、佼成出版社、2004年
- 『ものぐさ太郎』 (日本の物語絵本)、肥田 美代子 (文) 、ポプラ社、2005年
- 『ギャバンじいさん』、舟崎克彦（文）、パロル舎、2006年
- 『たべる』、谷川俊太郎（文）、アートン、2006年
- 『鬼の首引き』（日本傑作絵本シリーズ）、岩城 範枝（文）、福音館書店、2006年
- 『ゆきこんこん物語』、さねとうあきら（著）、理論社、2006年
- 『ちかちゃんのはじめてだらけ』（シリーズ本のチカラ）、日本標準、2007年
- 『ながぐつをはいた猫』、ペロー（著）、三木卓（訳）、ブッキング、2009年
- 『かちかちやま』 (日本名作おはなし絵本) 、千葉 幹夫（文）、小学館、2009年
- 『京極夏彦の妖怪えほん うぶめ』、京極夏彦(作)、岩崎書店、2013年
- 『こわくない』、谷川俊太郎(作)、絵本塾出版、2019年

### 作品集
- 『井上洋介の世界：イラストレーション・ナウ』、立風書房、1974年
- 『電車画府―井上洋介画集』 (Parco vision contemporary)、PARCO出版局、1988年
- 『井上洋介 木版東京百画府』(京都書院アーツコレクション)、京都書院、1999年

### 没後の作品集(含・再版)
- 『EYE MASK』(未発表漫画掲載)、蒼天社、2016年12月
- 『まぼろしえほん』(再版)、すずき出版、2017年11月
- 『ほうほうふくろう』(新作)、福音館書店、2017年6月
- 『このあしだれのあし』(再版)、すずき出版、2017年2月
- 『井上洋介 絵本画集(1931 ー 2016)』、玉川大学出版、2018年7月
- 『井上洋介 獨画集(1931 ー 2016)』、玉川大学出版、2018年7月
- 『あーちゃんはパンやさん』(再版)、福音館書店、2018年4月
- 『エクストラート FILE 22』、アトリエサード、2019年9月
- 『幻想と怪奇(傑作選)』、新紀元社、2019年10月
- 『あのまどに』(再版)、すずき出版、2019年11月

### 没後の個展・公開展示
- 2016年1 – 3月、『刈谷市美術館コレクション井上洋介絵本の世界<くまの子ウーフもやってくる>』(この会期中2月3日他界)、ふくやま美術館
- 2016年4月、『猫』・個展、アートスペース 繭
- 2016年11 – 12月、『井上洋介展』、アツコバルー
- 2016年11 – 12月、『井上洋介展』、アツコバルー
- 2017年1月、『京極夏彦の妖怪えほん』(「うぶめ」岩崎書店)・原画展、MERRY ART GALLERY
- 2017年3月、『井上洋介没後一周年大誕生会』アートコンプレックスセンター
- 2017年3月、『小さな 人人展』追悼展示、東京・羽黒洞
- 2017年3月、『第41回 人人展』追悼展示、東京都美術館
- 2017年4月、『オブジェ展』出展、スパンアートギャラリー
- 2017年4月、『井上洋介同窓会』、アートスペース 繭
- 2017年6月、『井上洋介展』、大阪浜崎県立美術館
- 2017年8 – 11月、東京開館40周年記念『奇喜怪快井上洋介の絵本展』、東京・ちひろ美術館
- 2018年7 – 9月、『奇喜怪快井上洋介の絵本展』、安曇野ちひろ美術館
- 2018年11月、『井上洋介展』、東京・恵比寿　ギャラリーMalle
- 2019年３月、『小さな 人人展』内展示、東京・羽黒洞
- 2019年３月、『第43回 人人展・特別陳列井上洋介』、東京都美術館
- 2019年10 – 11月、『開館４０周年記念豊橋市美術博物館コレクション名古屋展ナイン・ストーリーズ』、豊橋美術博物館
- 2021年3月、『井上洋介展』、東京・恵比寿　ギャラリーMalle

※　公開展示・個展は1960年代より　毎年 2〜3回開催。また　イギリス、インドネシア、等 海外にても展示。